# Seth Gamble
Seth Craig Abbe, más conocido como Seth Gamble, Dimitri Long y Troy Gabriel (10 de febrero de 1987), es un actor pornográfico estadounidense. Recibió el premio como Mejor Actor Revelación en los AVN Awards de 2011.

## Carrera
Seth Gamble fue modelo antes de entrar a la industria del entretenimiento para adultos. En 2008 comenzó su carrera como actor pornográfico bajo el nombre de Troy Gabriel, haciendo videos con parejas masculinas para el sitio web de género homosexual, CollegeDudes247. Más tarde en 2009 y con el nombre de Seth Gamble, comenzó a realizar escenas heterosexuales en cintas de diversas productoras como Penthouse, Brazzers, Wicked Pictures, Vivid Entertainment Group, entre otras.

## Filmografía selecta
- Love Can Hurt... Sometimes
- Hairy Twatter The parodyride
- Star Wars XXX: A Porn Parody (2012)
- The Fate of Love (2011)
- Teacher's Pet (2011)
- The Flintstones: A XXX Parody (2010)
- Not Charlie's Angels XXX (2010)
- BATFXXX: Dark Night Parody (2010)
- Co-Ed Confidential (serie de televisión - 12 caps, 2010)
- The Sex Files: A Dark XXX Parody (2009)
- Not the Bradys XXX: Pussy Power! (2009)
- Big Tit Cream Pie 2 (como Dimitri Long, 2008)

## Premios y nominaciones
| AVN Award |                                                         |                                                     |           |
| Año       | Categoría                                               | Título                                              | Resultado |
| 2012      | Best Actor                                              | Saturday Night Fever XXX: An Exquisite Films Parody | Nominado  |
| 2012      | Best Boy/Girl Sex Scene (compartido con Hayden Winters) | The Flintstones: A XXX Parody                       | Nominado  |
| 2011      | Best Male Newcomer                                      | -                                                   | Ganador   |
| 2011      | Best Group Sex Scene                                    | Bonny & Clide                                       | Nominado  |